# 弗拉迪米爾齊
44°37′N 19°47′E / 44.617°N 19.783°E

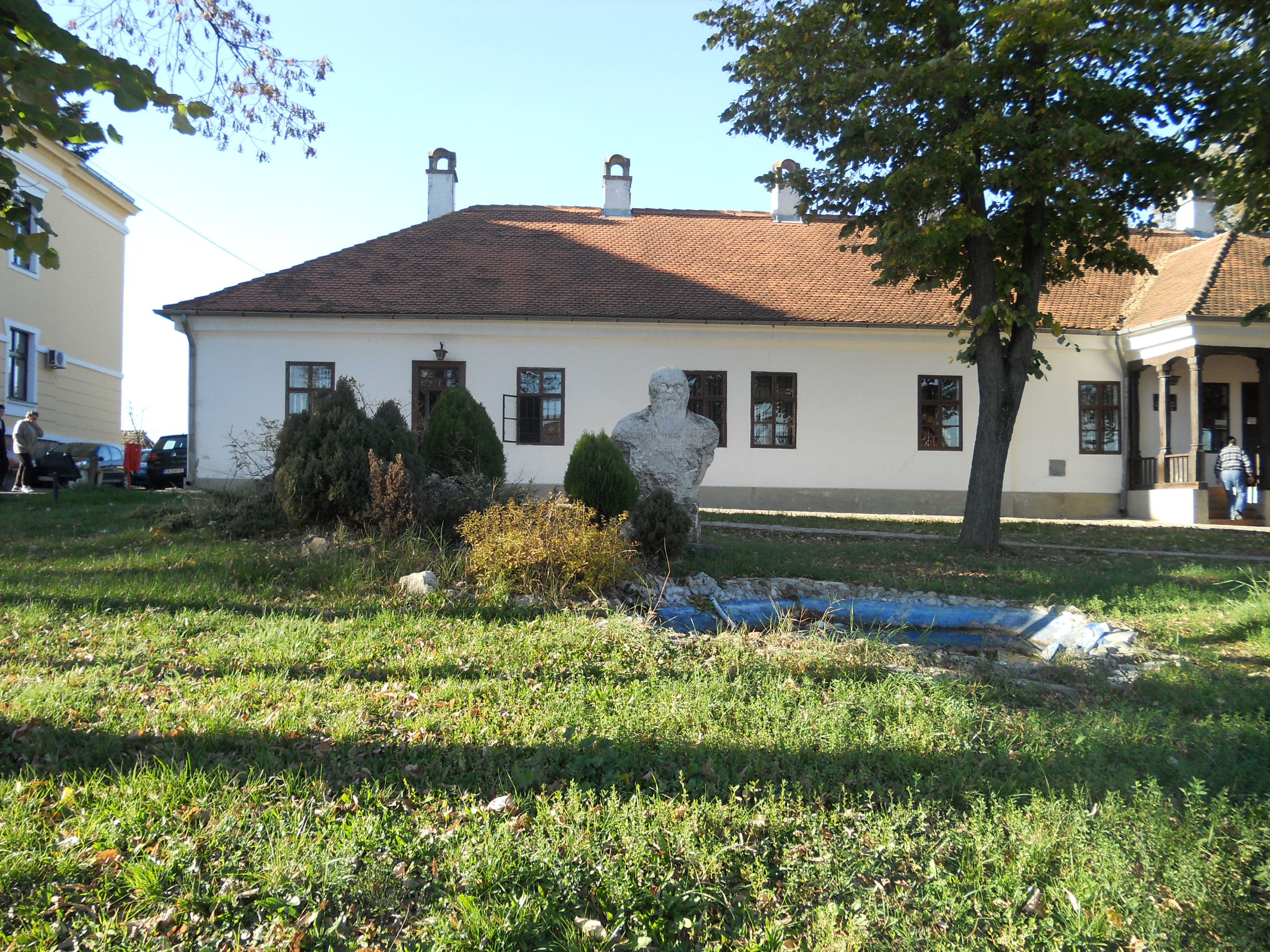

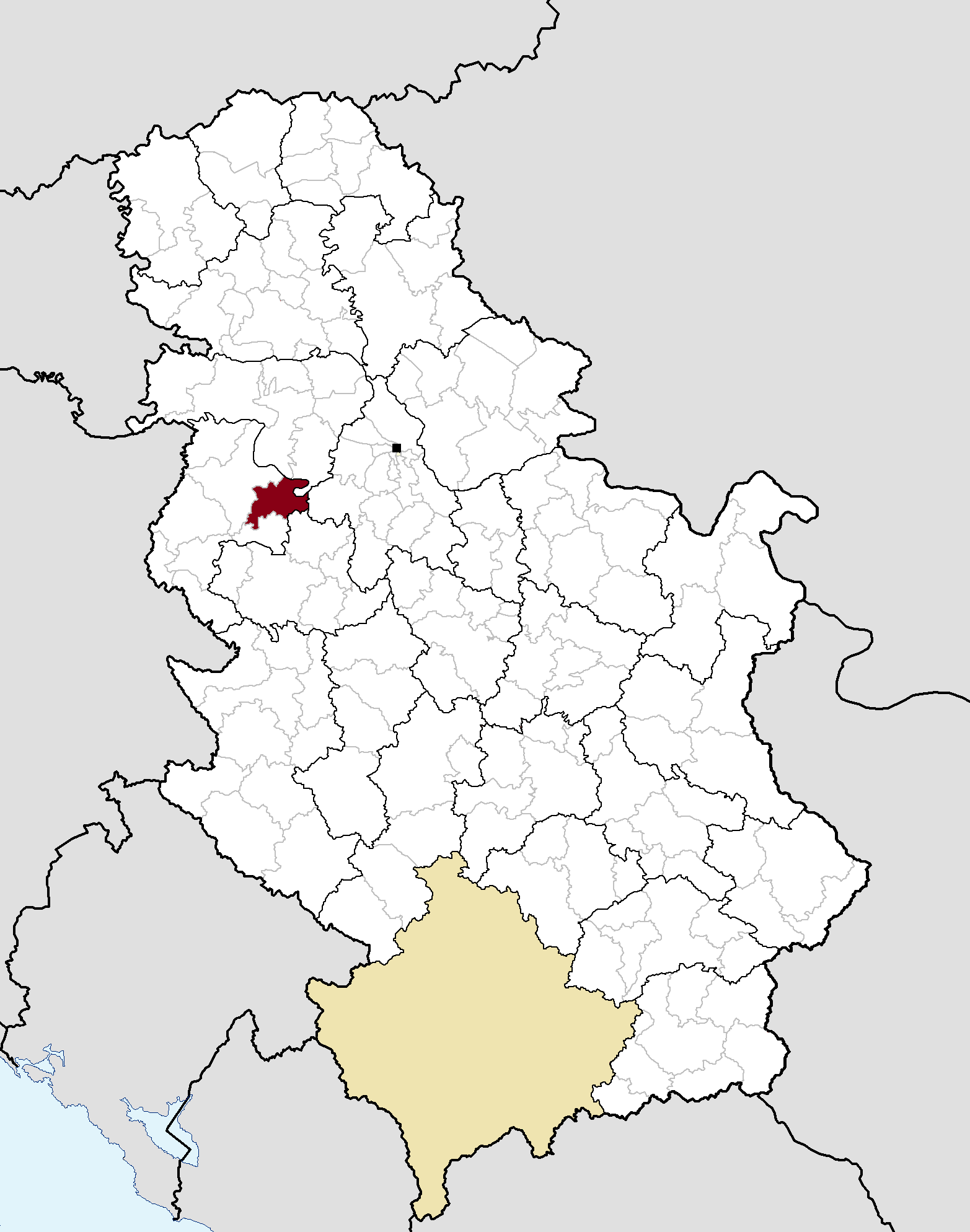

弗拉迪米爾齊，是塞爾維亞的城鎮，位於該國西北部，由馬切萬州負責管轄，面積338平方公里，海拔高度103米，2011年人口14,546，人口密度每平方公里43人。该城镇于1924年12月11日由南斯拉夫国王亚历山大一世宣布成立。